# VSB B 2/3
Die Vereinigten Schweizerbahnen (VSB) beschafften 1876 zwei Personenzug-Dampflokomotiven mit Schlepptender des Bautyps B 2/3. Zunächst trugen sie die Serienbezeichnung II, von 1887 bis 1902 wurden sie als B2T bezeichnet.
Die beiden Lokomotiven wurden durch den Maschineninspektor Klose in der eigenen Werkstätte in Rorschach unter Zuhilfenahme von Neubaukesseln der sächsischen Maschinenfabrik Chemnitz erbaut. Der Beschaffungspreis belief sich für jede Maschine auf 53 000.– Schweizer Franken.

## Technisches
Da zeitgleich die Engerthlokomotiven Ec 2/5 zu C 3/3 umgebaut wurden, sind etliche Bauteile davon verwendet worden.
Sie war in überhängender Bauart gefertigt, das heisst alle Achsen liegen vor der Feuerbüchse. Der einachsige Schlepptender ist mittels eines kugeligen Drehzapfens mit der Lokomotive verbunden. Damit sich die Kurvenbeweglichkeit erhöht, war die Laufachse in einem besonderen Querrahmen eingebaut, dieser war mittels Winkelhebeln und Zugstangen mit dem Tender verbunden, diese Bauart nennt sich nach System Klosse labil verbunden. Die Maschine hatte einen Gesamt-Achsstand (ohne Tender) von 4025 mm. Der 1980 mm über Schienenoberkante eingebaute Kessel trug einen Dampfdom mit einem Sicherheitsventil Bauart Klose. In ihm waren die Schieberregulatoren eingebaut. Der Innenrahmen war über sechs  Triebachsfedern abgestützt. Diese waren über dem Rahmen angeordnet. Unter dem Rahmen befanden sich noch zwei Kupplungsfedern, die als Ausgleichshebel für die Triebachsen dienten. Die Kupplungsfedern wurden mittels eines einarmigen Hebels belastet. Die Federn der Laufachse und des Tenders standen über den Lagern. Die beiden Wasserkästen befanden sich zur Erhöhung des Reibungsgewichts seitlich des Kessels. Sie waren über flexible Rohre mit dem Hilfswasserkasten unter dem Kohlenkasten des Tenders verbunden. Die Dampfmaschine befand sich zwischen dem Rahmen, hatte waagrechte Zylinder und war mit einer Allansteuerung versehen, die auf einen in dem gemeinsamen mittleren Schieberkasten gelegenen Schieber wirkte. Da die äusseren Kuppelstangen den inneren Triebstangen entgegenliefen, wurde annähernd ein Ausgleich der Massekräfte erzielt. Der Sandkasten  befand sich vorne auf dem Laufblech. Es war ein Geschwindigkeitsmesser von Klose eingebaut. Die vierklötzige Tenderbremse war als Exterbremse (Handbremse) ausgeführt. Die Lokomotive selber war mit einer Dampffederbremse der Bauart Klose ausgerüstet. Um 1892 wurde eine automatische Westinghousebremse eingebaut, die auch vierklötzig auf die Triebachse wirkte. Der Luftbehälter war auf dem linken Wasserkasten montiert.
| VSB Nummer | SBB Nummer | Name     | Fabrik Nummer | Baujahr | 2. Kessel | Ausser Dienst |
| ---------- | ---------- | -------- | ------------- | ------- | --------- | ------------- |
| 45         | 1071       | Septimer | 4             | 1876    | -         | 1905          |
| 46         | 1072       | Maloia   | 5             | 1876    | 1896      | 1904          |

## Betriebliches
Sie waren die ganze Zeit der Werkstätte Rorschach und somit auch dem SBB-Kreis IV zugeordnet.
Beide Maschinen wurden verschrottet.